# Antonín Ferdinand Dubravius
Antonín Ferdinand Dubravius (? Příbor – 15. března 1756 Podivín) byl český katolický kněz a kazatel a autor libret.

## Život a činnost
Dubravius se původně snad jmenoval Dúbrava. Byl to katolický kněz, který na svou dobu dobře ovládal spisovnou češtinu slovem i písmem. Od roku 1710 do roku 1713 působil jako duchovní v Horním Újezdě, následně mezi lety 1713 a 1716 v Lukově, později pak působil jako duchovní v Jaroměřicích nad Rokytnou.
Do dějin se zapsal během svého působení v Jaroměřicích nad Rokytnou. Tam přišel na pozvání hraběte Jana Adama z Questenberka. Začátkem roku 1722 zemřel jaroměřický děkan a farář Pavel František Polach a Dubravius nastoupil na jeho místo.
Nejznámějším Dubraviovým počinem je libreto k první opeře v češtině O původu Jaroměřic (L'origine di Jaromeritz in Moravia), resp. jeho překlad do češtiny. Ten pořídil koncem srpna 1730, jak vyplývá z dochované korespondence. Z Jaroměřic odešel o devět let později. Svůj život dokonal v Podivíně, kde dle některých zdrojů měl působit již od roku 1732.

## Dílo
Z Dubraviových libret lze uvést:
- Krátké rozjímání (1727);
- Obviněná nevinnost (1729) – na text přeložený z němčiny;
- Pohoršení poutníka (1730) – na text přeložený z němčiny;
- O původu Jaroměřic na Moravě – na text přeložený z italštiny (italsky L’origine di Jaromeriz in Moravia).